# Serge Milhas
Pas d'image ? Cliquez ici

a Compétitions nationales et continentales officielles uniquement.

Serge Milhas, né le 17 août 1964 à Tarbes, est un joueur et entraîneur de rugby à XV.
Après dix ans au FC Auch, il rejoint le CA Lannemezan puis l'US Colomiers. Reconverti en tant qu'entraîneur, il dirige d'abord son ancien club de Colomiers, puis le Stade rochelais pendant sept ans, qu'il mène de la Pro D2 au Top 14. Il entraîne ensuite notamment le Biarritz olympique, le Castres olympique, le Saint-Jean-de-Luz olympique rugby et le SC Albi. Il remporte le Challenge européen en 1998 avec l'US Colomiers et en 2012 avec Biarritz.

## Biographie

### Joueur
Serge Milhas a été demi de mêlée au Stadoceste tarbais et fait partie du groupe qui dispute un quart de finale du championnat de France en 1984.
En 1985, il signe au FC Auch en groupe B.
Il restera dix saisons au sein du club gersois participant à sa remontée en groupe A en 1988.
Il a été international A' contre l'Italie en 1990 après deux sélections en France B la même année contre l'Écosse et contre l'Angleterre.
Toujours sous le maillot du FC Auch, il est aussi finaliste de la Coupe André Moga en 1993.
Il quitte le club deux ans plus tard, alors que le rugby devient professionnel et que Auch descend en groupe A2.
Il joue ensuite pour le Cercle amical lannemezanais en groupe B puis à l'US Colomiers avec qui il retrouve l'élite.
Le 1er février 1998, il remporte le challenge européen. Remplaçant lors de la finale, il entre en jeu et participe à la victoire des columérins 43 à 5 contre le SU Agen.
Le 30 janvier 1999, il joue toujours sous le maillot de l'US Colomiers la finale de la coupe d'Europe au Lansdowne Road de Dublin face à l'Ulster.
Les Columérins s'inclinent 21 à 6 face aux Irlandais.

### Entraîneur
En février 2000, il succède à Henri Auriol à la tête de son ancien club de Colomiers. Après seulement huit matchs, trois victoires et cinq défaites, lors de la saison 2001-2002, le club se sépare de ses deux entraîneurs, Serge Milhas et Jean-Philippe Cariat. Il a ensuite été entraîneur du Stade rochelais de 2004 à 2011 puis du Biarritz olympique. 
Dès l'automne 2012, il est annoncé pour prendre la succession au Castres olympique de Laurent Travers et Laurent Labit. Dispensé d'activité avec Jack Isaac au sein de son club de Biarritz en décembre, où il occupe le poste d'entraîneur des avants, il trouve avec son club un accord pour mettre un terme à son contrat. Avec l'accord d'Agen pour libérer David Darricarrère, Castres reforme un duo d'entraîneur qui a auparavant entraîné le Stade rochelais de 2007 à 2011. Il est vice-champion de France en 2014. Il est évincé du staff castrais en février 2015 et remplacé par Mauricio Reggiardo.
En 2015, il décide de rejoindre, avec sa famille, la Côte basque, où il avait des attaches depuis son passage au BO. Il vient pour une reconversion professionnelle mais garde un pied dans le rugby en acceptant d'entraîner au Saint-Jean-de-Luz olympique en tant que bénévole du club. Il mène le club au titre de  champion de France de Fédérale 2.
En 2016, il devient le manager du Sporting club albigeois club de Pro D2. Il s'entoure de Jean-Christophe Bacca, dans le staff depuis 2010, pour entraîner les avants et de Philippe Bérot pour entraîner les arrières. En février 2017, il fait face à une fronde des joueurs qui demandent à l’unanimité le départ du trio Milhas-Bacca-Bérot. Finalement, les entraîneurs sont maintenus en place alors que lui-même est écarté de l'équipe une.
En 2019, il revient au sein du Saint-Jean-de-Luz olympique en tant qu'entraîneur de l'équipe fanion qui évolue en Fédérale 1.

## Carrière sportive

### Entraineur
| Saison              | Club               | Division     | Poste  | Classement                                       | Coupe d'Europe   | Challenge européen              |
| ------------------- | ------------------ | ------------ | ------ | ------------------------------------------------ | ---------------- | ------------------------------- |
| 1999 - 2000         | US Colomiers       | 1re Division | Avants | Défaite en finale                                | Éliminé en poule | -                               |
| 2000 - 2001         | US Colomiers       | 1re Division | Avants | Éliminé en quarts-de-finale                      | Éliminé en poule | -                               |
| 2001 - 2002         | US Colomiers       | 1re Division | Avants | 5e du Groupe 1, 2e en phase de maintien          | -                | Éliminé en poule                |
| 2005 - 2006         | Stade rochelais    | Pro D2       | Avants | 8e                                               | -                | -                               |
| 2006 - 2007         | Stade rochelais    | Pro D2       | Avants | 3e, défaite en finale d'accession                | -                | -                               |
| 2007 - 2008         | Stade rochelais    | Pro D2       | Avants | 5e, éliminé en demi-finale                       | -                | -                               |
| 2008 - 2009         | Stade rochelais    | Pro D2       | Avants | 4e, éliminé en demi-finale                       | -                | -                               |
| 2009 - 2010         | Stade rochelais    | Pro D2       | Avants | 3e, vainqueur de la finale d'accession au Top 14 | -                | -                               |
| 2010 - 2011         | Stade rochelais    | Top 14       | Avants | 13e                                              | -                | Éliminé en quart-de-finale      |
| 2011 - 2012         | Biarritz olympique | Top 14       | Avants | 9e                                               | Éliminé en poule | Vainqueur du Challenge Européen |
| 2013 - 2014         | Castres olympique  | Top 14       | Avants | Défaite en finale                                | Éliminé en poule | -                               |
| 2014 - Février 2015 | Castres olympique  | Top 14       | Avants | 14e (à son départ)                               | Éliminé en poule | -                               |

## Palmarès

### Joueur
Avec l'US Colomiers
- Coupe d'Europe :
  - Finaliste (1) : 1999

- Challenge européen :
  - Vainqueur (1) : 1998

### Entraîneur
- Challenge européen :
  - Vainqueur (1) : 2012 avec Biarritz

- Championnat de France de première division :
  - Finaliste (2) : 2000 avec Colomiers et 2014 avec Castres

- Championnat de France de deuxième division :
  - Vainqueur barrage d'accession (1) : 2010 avec La Rochelle
- Championnat de France de rugby à XV de 2e division fédérale :
  - Champion (1) : 2016 avec Saint Jean de Luz

## Distinctions personnelles
- Nuit du rugby 2007 : Meilleur staff d'entraîneur de la Pro D2 (avec Frédéric Uthurry) pour la saison 2006-2007
- Nuit du rugby 2010 : Meilleur staff d'entraîneur de la Pro D2 (avec David Darricarrère) pour la saison 2009-2010